# Immolation/Immersion
Immolation/Immersion ist ein Jazzalbum von Nels Cline, Wally Shoup und Chris Corsano. Die am 5. April 2005 in den Catasonic Studios, Los Angeles, entstandenen Aufnahmen erschienen 2005 auf dem Label Strange Attractors Audio House.

## Hintergrund
Seit den 1970er-Jahren Gitarrist ist Nels Cline eine bedeutende Kraft in der Musikszene der Westküste der USA, notierte John Kelman. So hat er einerseits mit Künstlern wie Vinny Golia, Gregg Bendian und Steuart Liebig an Erkundungen in der freien Improvisation zusammengearbeitet, nicht zuletzt mit seinen eigenen Nels Cline Singers. Andererseits spielte er auch Gitarre in den Alternatve-Rockband Wilco. Im Rahmen seiner Unternehmungen im Bereich der freien Improvisation arbeitete er 2005 mit dem Saxophonisten Wally Shoup, einem langjährigen Mitglied der Free-Jazz-Szene Seattles; hinzu kam der Schlagzeuger Chris Corsano, der zuletzt in den Bands von Paul Flaherty gearbeitet hatte. Die Verbindung zwischen Shoup, Corsano und Cline sei Thurston Moore von Sonic Youth, mit dem alle drei der Beteiligten Aufnahmen gemacht haben, allerdings nicht gleichzeitig. Wally Shoup und Nels Cline setzten ihre Zusammenarbeit mit dem Album Suite: Bittersweet (2007, mit Greg Campbell) fort.

## Titelliste
- Nels Cline, Wally Shoup, Chris Corsano: Immolation/Immersion (Strange Attractors Audio House – SAAH039)[2]

1. Lake of Fire Memories	2:28
2. Immolation / Immersion	28:03
3. Minus Mint	4:09
4. Beard Of Pine	13:05
5. Ghost Bell Canto	6:24

Die Kompositionen stammen von Wally Shoup, Chris Corsano, Nels Cline und Wally Shoup
.

## Rezeption

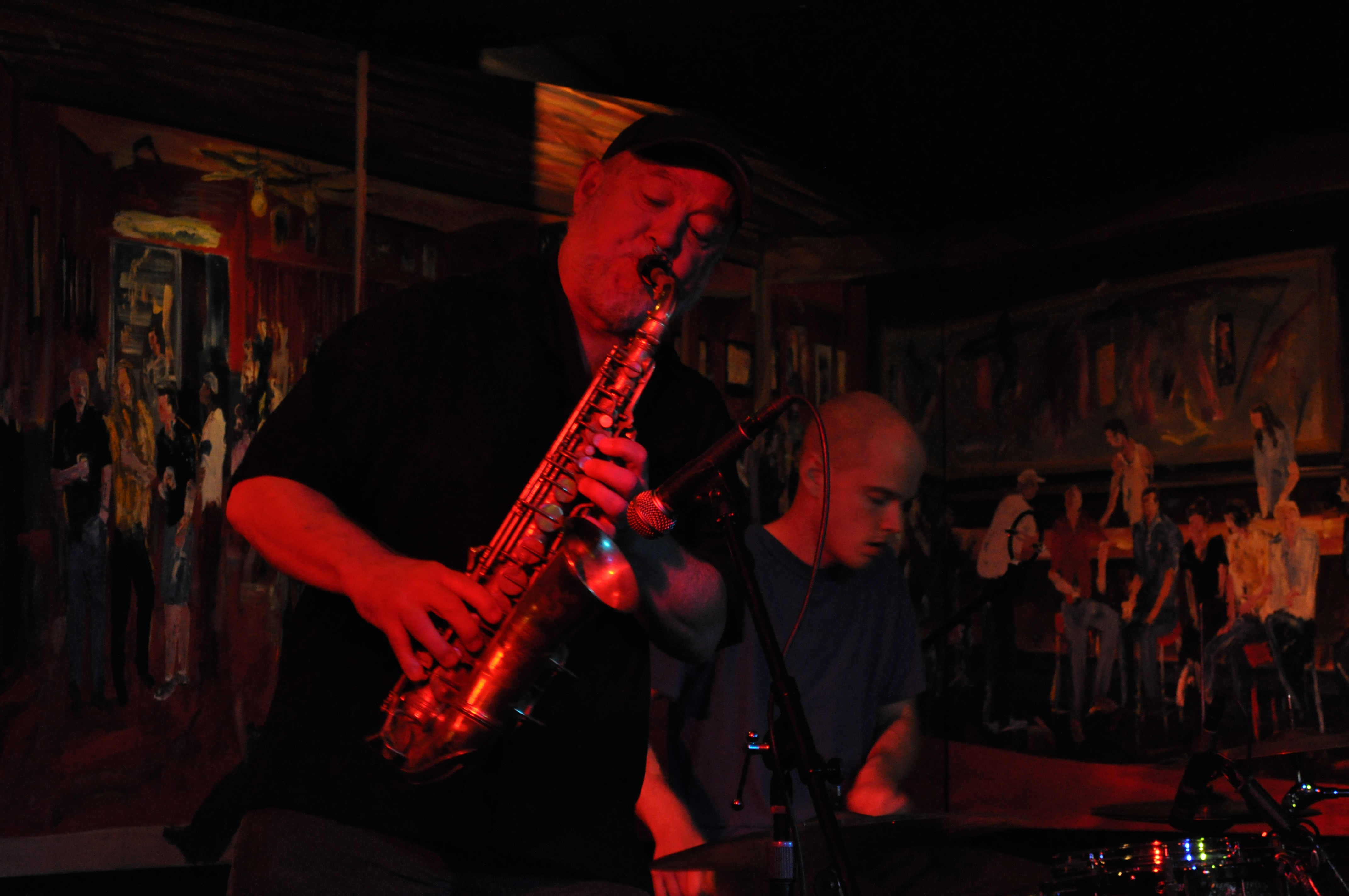
Der Saxophonist Wally Shoup mit dem Schlagzeuger Chris Corsano in der Sunset Tavern in Ballard, Seattle 2009

Nach Ansicht von John Kelman, der das Album in All About Jazz rezensierte, verfügt Cline über ein eher enzyklopädisches musikalisches Wissen, das er mit großer Wirkung anwende. Während es bei Thurston Moore vor allem um Textur in einer freien Situation gegangen war, baue Cline hier Ministrukturen zusammen, wie am Anfang des ausgedehnten Titeltracks, wo sein schnelles lineares Spiel eine kontextuelle Grundlage schafft, auf der Shoup und Corsano aufbauen können. Es ist zwar nicht gerade Swing, aber Corsanos flüssiger Strudel rund um die Uhr zeige, dass er weiß, woher er kommt, so Kelman.
Die Mitglieder dieses Trios würden den Wert der Dynamik gleichermaßen gut verstehen, so Kleman weiter. Das Titelstück decke ein beträchtliches Gebiet ab, von dichten Ansammlungen bis hin zu weitläufigen Landschaften. Es wäre übertrieben, alles, was diese Spieler tun, als schön zu bezeichnen, aber sie schaffen weitreichendere Abwechslung zu den schroffen Extremen, die sie umgeben. Manche Zuhörer mögen das Gefühl haben, dass freie Improvisation ziellos ist – ein Moment sei vom nächsten nicht zu unterscheiden –, aber Cline, Shoup und Corsano zwängen diesen Glauben durch lebendige Dreierkommunikation ohne klaren Anführer in die Knie. „Immolation/Immersion“ könnte man auch als „maßlos“ bezeichnen – obwohl es bei seiner grenzenlosen Bandbreite nicht unbedingt um Exzess gehe, obwohl es sich größtenteils um einen Frontalangriff handle, der wahrscheinlich alle außer den experimentierfreudigsten und aufgeschlossensten Zuhörer abschrecken dürfte.